# Moco cervical

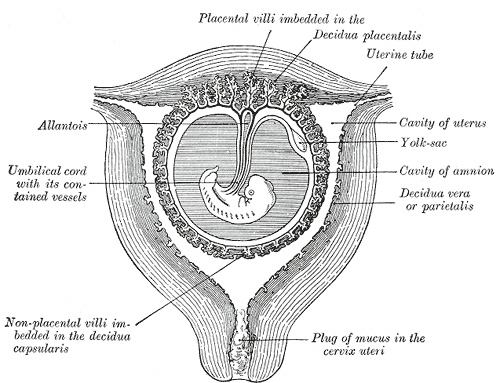
Tapón de moco.

Después de finalizar la menstruación, la parte más interna de la vagina es bloqueada por un tapón de mucosidad: un espeso moco ácido el cual sirve para prevenir alguna infección. Después de pasado un tiempo (aproximadamente 7 días), la película de moco y su pH se incrementa hacia la neutralidad (disminuyendo su acidez), generando que el moco sea de carácter más elástico. Esto último permite a los espermatozoides pasar a través del cérvix a las trompas de Falopio, donde esperarán un óvulo que pueda ser fecundado.
El moco cervical va experimentando una serie de cambios y adquiere características diferentes según la fase del ciclo menstrual en la que se encuentre la mujer. Esto es resultado de las hormonas que influyen en la mucosidad haciendo que sea distinta en cada etapa. Así pues, como ya se introducía anteriormente, el moco cervical es uno de los encargados de controlar el proceso de la concepción. De esta manera, en los días próximos a la ovulación permitirá la entrada de espermatozoides aumentando su elasticidad; mientras que en el periodo infértil será más espeso y ácido para impedir que el semen ascienda por el aparato reproductor femenino y previene infecciones.
Durante la fase folicular (desde el día 1 de la menstruación hasta el día de la ovulación- día 14 del ciclo-) el moco es ácido y espeso, con un color transparente o blanquecino. Su función es prevenir infecciones  e impedir la entrada del esperma formando una barrera, pues el organismo se está preparando para la ovulación y posterior fecundación e implantación. Al comienzo de la fase folicular es mínimo, pero conforme pasan los días va aumentando la cantidad porque el organismo se está preparando para un posible embarazo.
Cuando se acerca la ovulación y los días que rondan a esta, es el momento en el que más fértil es la mujer por lo que es más fácil que ocurra la fecundación. Para facilitar que esto ocurra, el moco cervical cambia sus características para permitir que entren los espermatozoides. La presencia de estrógenos hace que el moco vaya aumentando en cantidad y se vuelva poco a poco más elástico con una consistencia similar a la de la clara de huevo. Añadido a esto, pierde acidez por lo que no es un ambiente tan agresivo para los espermatozoides. Este moco puede ser de color blanco, turbio o café; además puede ir acompañado de hilos de sangre o tejidos lo que señala que la ovulación ya ha tenido lugar pues son parte del folículo que se ha abierto para liberar el óvulo.
Durante la fase lútea, que es el periodo que va desde justo después de la ovulación hasta el día antes de que el siguiente ciclo menstrual empiece (en el caso en el que haya fecundación, hasta que ocurre la implantación), los niveles de progesterona son altos. Esto hace que las propiedades del moco se modifiquen. De nuevo es blanquecino, espeso, más cremoso y ácido por lo que también dificulta el paso de los espermatozoides hacia el útero y previene de infecciones.
El análisis del moco cervical puede ser útil para  avisar de posibles infecciones en el tracto reproductor femenino ya que si, por ejemplo, su color es amarillo o verde y su olor cambia puede indicar que existe alguna enfermedad de transmisión sexual o alguna infección que pueda, incluso, afectar a la fertilidad. Por otro lado, el aspecto de este moco cervical puede ser un buen indicador de fertilidad femenina ya que le permite conocer en que fase del ciclo menstrual se encuentra, siempre y cuando se sepan diferenciar correctamente cada una de sus texturas y cambios de elasticidad que va sufriendo el moco. Una mujer puede evaluarlo por ella misma atentiendo a la elasticidad. Durante los días antes de la ovulación, cuando aún no está en periodo fértil, existe cierta sequedad pues la vulva no se lubrica naturalmente por lo que no será fácil tomar una muestra del moco cervical. Sin embargo, el moco fértil es acuoso, elástico y filante determinando que es periodo apto para que ocurra la fecundación, de modo que es el momento de aumentar la frecuencia de las relaciones sexuales con el fin de conseguir un embarazo. Una vez que acaba la ovulación, el moco es escaso y presenta una estructura pegajosa, poniéndose de manifiesto de nuevo la dificultad para que los espermatozoides lleguen al útero.
La principal ventaja de este método es que es fácil de realizar y económico. Sin embargo, como desventaja encontramos que su efectividad es limitada, ya que las mujeres pueden presentar algunas variaciones e irregularidades en el ciclo. Por ejemplo, los anticonceptivos hormonales afectan a la mucosidad cervical, ya que interfieren en los niveles de hormonas del ciclo menstrual. Por otro lado, tampoco es útil si la mujer presenta Síndrome de ovarios poliquísiticos o alguna otra alteración hormonal. Es decir, solo da buenos resultados en mujeres con ciclo regular.
Algunos métodos anticonceptivos (método Billings) dependen de la observación de las calidades del moco cervical para determinar los periodos de fertilidad y de infertilidad, durante el ciclo ovulatorio humano. Puede categorizarse por la cantidad de moco presente, la cualidad de hacer "hilos" ese "engrudo": es el carácter de elasticidad del moco cervical en el periodo ovulatorio fértil, el grado de apertura del canal cervical, la presencia de telitas (aparición de patrones de ramitas del moco), y la claridad del moco versus la presencia de desechos celulares o leucocitos.
Muchos métodos de anticoncepción hormonal trabajan primariamente previniendo la ovulación, pero su efectividad se incrementa debido a evitar que el moco cervical mucus se adelgace (pierda espesura). El moco cervical espeso ayuda a bloquear los espermatozoides a entrar al útero.
Durante el embarazo, el útero está completamente bloqueado por un tapón especial antibacteriano, que previene de infección, de algún modo similar a su estado durante la porción infértil del ciclo menstrual. El tapón cervical se va al comenzar la dilatación del útero, en el trabajo de parto o poco antes.